# Seznam dílů seriálu Hráč
Toto je seznam dílů seriálu Hráč.

## Přehled řad
| Řada | Díly | Premiéra v USA | Premiéra v USA     | Premiéra v ČR | Premiéra v ČR |
| Řada | Díly | První díl      | Poslední díl       | První díl     | Poslední díl  |
| ---- | ---- | -------------- | ------------------ | ------------- | ------------- |
| 1    | 9    | 24. září 2015  | 19. listopadu 2015 | 7. srpna 2016 | 4. září 2016  |

## Seznam dílů
| Č. v seriálu | Původní název         | Český název      | Režie              | Scénář                                            | Premiéra v USA     | Premiéra v ČR  |
| ------------ | --------------------- | ---------------- | ------------------ | ------------------------------------------------- | ------------------ | -------------- |
| 1            | Pilot                 |                  | Bharat Nalluri     | námět: John Rogers a John Fox scénář: John Rogers | 24. září 2015      | 7. srpna 2016  |
| 2            | Ante Up               | Dvojitá sázka    | Michael J. Bassett | Jim Campolongo                                    | 1. října 2015      | 7. srpna 2016  |
| 3            | L.A. Takedown         | Operace L.A.     | Bill Johnson       | VJ Boyd                                           | 8. října 2015      | 14. srpna 2016 |
| 4            | The Big Blind         | V temnotě        | Oz Scott           | Jessica Grasl                                     | 15. října 2015     | 14. srpna 2016 |
| 5            | House Rules           | Pravidla domu    | Michael J. Bassett | Amanda Segel                                      | 22. října 2015     | 21. srpna 2016 |
| 6            | The Norseman          | Seveřan          | Steven A. Adelson  | Nick Antosca                                      | 29. října 2015     | 21. srpna 2016 |
| 7            | A House Is Not a Home | Bezmoc           | Nick Copus         | SJ Hodges                                         | 5. listopadu 2015  | 28. srpna 2016 |
| 8            | Downtown Odds         | Válka gangů      | Brad Tanenbaum     | Mike Ostrowski                                    | 12. listopadu 2015 | 28. srpna 2016 |
| 9            | Tell                  | Třináctá komnata | Bobby Roth         | Patrick Massett a John Zinman                     | 19. listopadu 2015 | 4. září 2016   |